# سرگئی خودیاکوف (بازیکن هاکی روی یخ)
سرگئی خودیاکوف (ارمنی: Սերգեյ Խուդյակով؛ انگلیسی: Sergei Khudiakov؛ ۷ ژانویهٔ ۱۹۹۹ ) بازیکن هاکی روی یخ اهل ارمنستان در پست مدافع است.

## باشگاهی
از باشگاه‌هایی که در آن بازی کرده‌است می‌توان به باشگاه هاکی روی یخ پغپغنر ایروان، BKMA Yerevan اشاره کرد.

## تیم ملی
وی همچنین در تیم ملی هاکی روی یخ مردان ارمنستان بازی کرده‌است